# Gazsó János
Gazsó János, Juan Gazsó (Bácsgyulafalva, 1922. november 19. – Córdoba, 2003. szeptember 15.) magyar származású válogatott argentin kosárlabdázó.

## Pályafutása
Részt vett az 1952-es helsinki olimpián, ahol negyedik helyen végzett a válogatottal. Az 1955-ös mexikóvárosi pánamerikai játékokon ezüstérmes lett az argentin válogatottal.

## Sikerei, díjai
- Olimpiai játékok
  - 4.: 1952, Helsinki
- Pánamerikai játékok
  - ezüstérmes: 1955, Mexikóváros